# Étienne Bouillé
Pour les articles homonymes, voir Bouillé.
Étienne Bouillé, né le 12 avril 1858 à Villiers-Saint-Benoît et mort le 5 juin 1933 à Perros-Guirec, est un peintre français.

## Biographie
Artiste-peintre chargé de famille, il n'effectue pas son service militaire en 1878. À Paris, il fréquente les ateliers de Gérôme et Loir. Il s'installe à Guingamp en 1892 et expose pendant 30 ans ses toiles de manière itinérante dans les villes de l'Ouest. Il se fixe à Perros-Guirec en 1914. Il est le père de l'architecte James Bouillé. Sa peinture est réaliste et ses sujets sont inspirés de la Bretagne, particulièrement du Trégor.
Il est inhumé aux côtés de son épouse dans le cimetière de Pordic

## Œuvres dans les collections publiques
Le musée des Beaux-Arts de Brest possède plusieurs œuvres comme :
- Estuaire breton à marée basse, carton, 26,8 × 41,2 cm ;
- Dans le port de Camaret, carton, 27 × 41,2 cm ;
- Musée des Jacobins (Morlaix) ;
- Le retour de la pêche à Perros-Guirec.

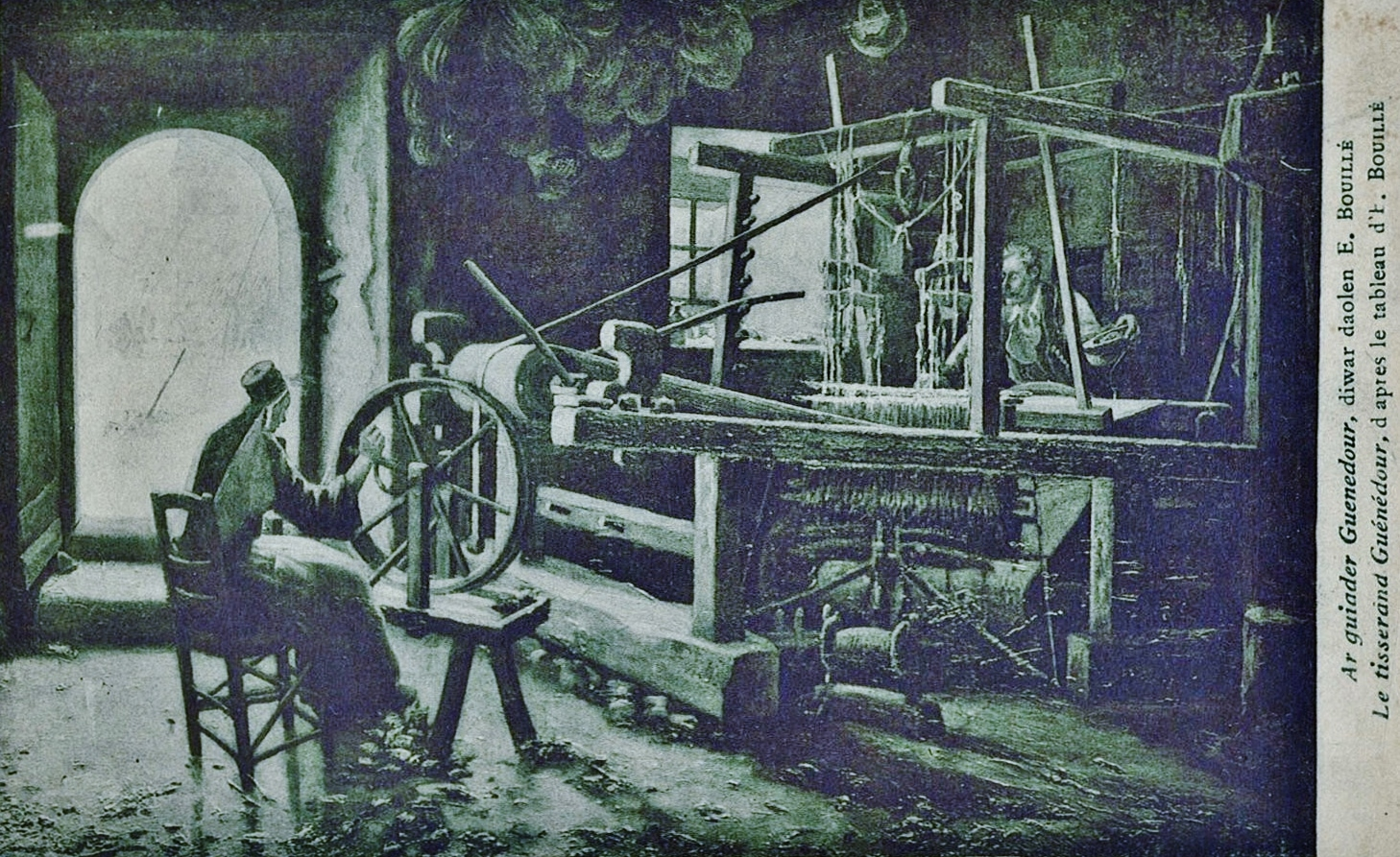
Le tisserand Guénédour (d'après le tableau d'Étienne Bouillé).

La famille Bouillé a légué aux archives des Côtes-d'Armor un fonds photographique constitué par l'artiste.

## Hommage
- En Bretagne, au moins cinq rues portent son nom[5].